# Arthur Rankin Jr.
Arthur Rankin Jr. (geboren am 19. Juli 1924 in New York; gestorben am 30. Januar 2014 Harrington Sound, Bermuda) war ein US-amerikanischer Drehbuchautor, Filmdirektor und -produzent, der insbesondere für seine Mitwirkung an animierten Filmen bekannt wurde.
Zu seinen Werken, die er zumeist gemeinsam mit Jules Bass produzierte, gehörten Weihnachtsfilme wie Rudolph the Red Nosed Reindeer (1964), Frosty the Snowman (1969), Santa Claus Is Comin’ to Town (1970) aber auch die Zeichentrickverfilmung von J. R. R. Tolkiens The Hobbit (1977) oder Das Letzte Einhorn nach Peter S. Beagle.

## Leben

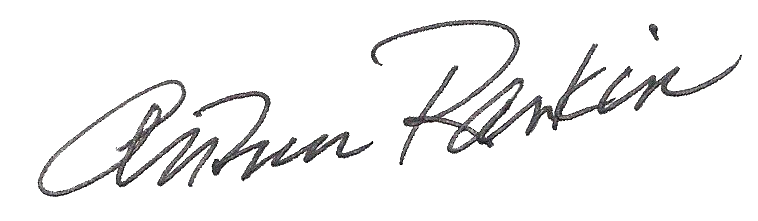
Signatur Arthur Rankin Jr.

Rankin Jr. wurde 1924 in New York City als Sohn des Schauspielerpaares Mignon Klemm und Arthur Rankin Sr. geboren, sein Vater war der Stiefsohn des bekannten Schauspielers Harry Davenport. Arthur Rankin studierte Art und Design in Manhattan, musste seine berufliche Laufbahn jedoch wegen des Einsatzes in der United States Navy im Zweiten Weltkrieg für vier Jahre unterbrechen.
Nach seiner Rückkehr war er zunächst in der Vertriebsabteilung bei RKO Pictures in New York tätig, bevor er 1948 seine Karriere als Grafikdesigner beim Fernsehsender ABC begann, wo er sich schnell bis zum Artdirector hocharbeitete. Mitte der 1950er Jahre gründete er eine eigene Firma mit dem Namen „Videocraft International Ltd.“ und produzierte dort zunächst überwiegend Werbespots. Kurz darauf nahm er Jules Bass als Co-Produzenten und Geschäftspartner in das Unternehmen auf, das ab 1960 unter dem Namen „Rankin/Bass Productions“ firmierte. Im Jahr 1987 trennten sich Rankin und Bass. Rankin produzierte weiterhin Animationsfilme wie 1999 The King and I. Ab 2001 arbeitete er wieder mit Jules Bass zusammen, um beispielsweise den Film Santa, Baby! zu produzieren.
Rankin starb im Alter von 89 Jahren im „King Edward VII Memorial Hospital“ Bermuda. Er lebte seit den 1980er Jahren auf den Bermudas und hinterließ eine Frau (Olga Karlatos) und zwei Söhne aus erster Ehe.

## Ehrungen
- 1950–1951: Mehrere Art Direction Awards.
- 1977: Für die Produktion von The Hobbit erhielt er gemeinsam mit Jules Bass und dem Sender NBC-TV den Peabody Award.[5]
- 1977. Nominierung für den Emmy Award, für in der Kategorie: „Outstanding Children’s Secial“ für The Little Drummer Boy Book II (NBC)[6]
- Anlässlich seines nicht mehr erreichen 90. Geburtstags wurde sein Lebenswerk mit einer Ausstellung im Masterworks Museum of Bermuda Art (Botanical Gardens Bermuda) gewürdigt, die am 16. Juli 2014 eröffnet wurde.[7]

## Filmografie (Auswahl)
- 1968: King Kong – Frankensteins Sohn (OT: King Kong Escapes)
- 1977: Der letzte Dinosaurier (OT: The Last Dinosaur)

Animationsfilme (Stop-Motion oder Zeichentrickfilme)
- 1960: The New Adventures of Pinocchio (Fernsehserie)
- 1964: Rudolph mit der roten Nase (OT: Rudolph the Red Nosed Reindeer)
- 1965: Willy McBean and His Magic Machine
- 1967: Frankensteins Monster-Party (OT: Mad Monster Party?)
- 1969: Frosty the Snowman
- Santa Claus is Comin’ to Town
- 1977: The Hobbit
- 1980: The Return of the King
- 1982: Das letzte Einhorn (OT: The Last Unicorn)